# تیم ثکری
تیم ثکری (انگلیسی: Tim Thackrey؛ متولد ۱ اکتبر ۱۹۷۹) یک ورزشکار بازنشسته تکواندو برای ایالات متحده آمریکا است که در حال حاضر به عنوان مربی فعالیت می‌کند. وی هفت سال، از سال ۲۰۰۰ تا ۲۰۰۷، در کلاس پروزن (۵۸- کیلوگرم) عضو تیم ملی ایالات متحده بود. او در مسابقات پان امریکن ۲۰۰۳ به مدال طلا دست یافت و در مسابقات قهرمانی تکواندو جهان ۲۰۰۳ برنده مدال برنز شد. در سال ۲۰۰۶، او به عنوان بهترین ورزشکار مرد تکواندو ایالات متحده آمریکا انتخاب شد.
تاکری فارغ‌التحصیل دانشگاه کالیفرنیا است. او در آنجا در دوره کارشناسی و کارشناسی ارشد تحصیل کرد، و به مدت ۵ سال مربی برنامه تکواندو دانشگاه کالیفرنیا بود.